# Функції права
Функції права — це основні напрями впливу права на свідомість і поведінку суб'єктів суспільних відносин з метою розв'язання конкретних завдань. Основна функція права полягає в тому, що воно є нормативним і загальнообов'язковим засобом врегулювання суспільних відносин, а значить функція є нормативно-регулюючою. Функції права можна класифікувати за різними підставами
За сферою правового впливу розрізняють такі функції:
- економічна — регулювання економічних відносин;
- політична — регулювання політичних відносин;
- ідеологічна — формування суспільної свідомості шляхом правового визнання або заборони певних ідеологій;
- екологічна — регулювання відносин природокористування;
- культурна-виховна — регулювання відносин у сфері науки, освіти і культури.

За характером впливу на свідомість і поведінку суб'єктів суспільних відносин:
- нормативно-регулююча — регламентування поведінки суб'єктів суспільних відносин;
- інформаційна — доведення до відома змісту державної волі;
- комунікативна — сприяння організації правовідносин між їх учасниками;
- орієнтаційна — визначення ціннісних критеріїв поведінки;
- виховна — вплив на формування світогляду та правосвідомості;
- захисна — охорона соціальних цінностей від посягань на них.

За характером впливу:
- статична — закріплення і стабілізація існуючих суспільних відносин;
- динамічна — сприяння виникненню і розвитку нових суспільних відносин;
- установча — первинне заснування певних соціальних інститутів;
- інтегративна — системоутворюючий вплив на суспільні відносини;
- охоронна — охорона суспільних відносин від небажаних на них впливів;
- запобіжна — запобігання виникненню небажаних суспільних відносин.

За сферою, на яку поширюються функції права:
- загальноправова;
- міжгалузева;
- галузева;
- правовий інститут;
- норма права.